# Persoonia sulcata
Persoonia sulcata är en tvåhjärtbladig växtart som beskrevs av Meissn.. Persoonia sulcata ingår i släktet Persoonia och familjen Proteaceae. Inga underarter finns listade i Catalogue of Life.